# Pescina (Seggiano)
Pescìna è una frazione del comune italiano di Seggiano, nella provincia di Grosseto, in Toscana.

## Geografia fisica
Piccolo centro abitato immerso nei boschi di castagni, situato a 747 m s.l.m., la Pescina sorge sui rilievi alle pendici nord-occidentali del monte Amiata, a metà strada tra la vetta ed il capoluogo comunale. Il paese è attraversato dal fosso Matrolla (5 km), breve corso d'acqua che nasce dal Poggio di Capo Vetra (1 123 m), una delle alture del massiccio dell'Amiata, e che si immette nel torrente Vetra (8 km) all'altezza di Seggiano, poco prima che questi vada a sfociare nel Vivo.
Pescina dista circa 9 km dalla vetta del monte Amiata, 5 km da Seggiano e poco più di 60 km da Grosseto.

## Monumenti e luoghi d'interesse

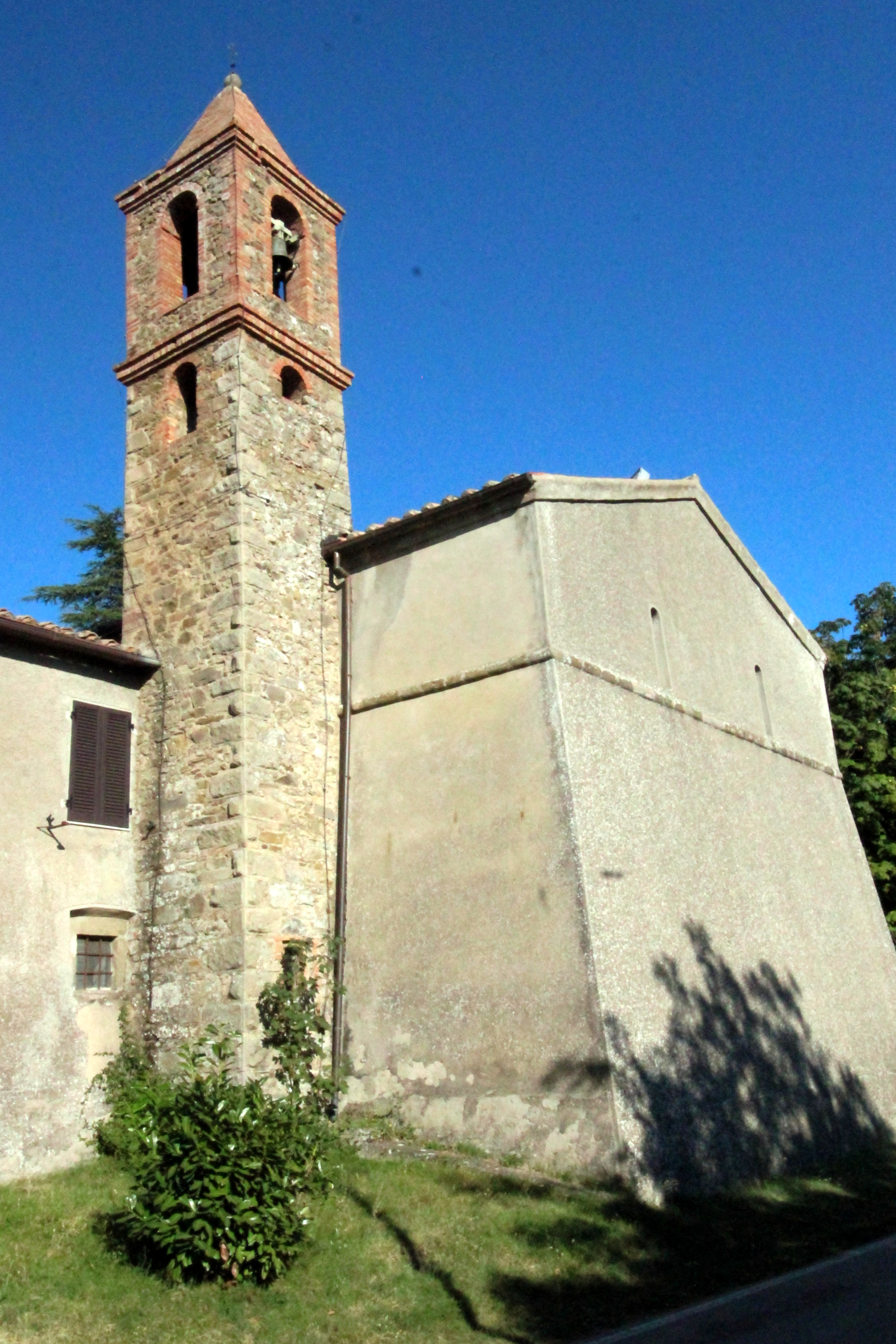
L'abside e il campanile della chiesa di San Lorenzo

Il maggiore monumento del paese è la chiesa di San Lorenzo Martire, già San Bartolommeo, un edificio di culto in pietra con campanile sul fianco destro, noto soprattutto per aver contenuto al suo interno una tavola dipinta con la Madonna col Bambino di Luca di Tommè, pittore di scuola senese del XIV secolo. La tavola è stata destinata a restauro e sostituita con una copia, per poi essere conservata presso il centro di documentazione di Seggiano. Gli interni della chiesa presentano forme settecentesche.
Poco distante dal paese, in direzione di Seggiano, è situato il Giardino di Daniel Spoerri, importante parco artistico del territorio grossetano.

## Società

### Evoluzione demografica
Quella che segue è l'evoluzione demografica della frazione della Pescina. Sono indicati gli abitanti del centro abitato e dove è possibile è inserita la cifra riferita all'intero territorio della frazione.
| Anno | Abitanti       | Abitanti |
| Anno | Centro abitato | Frazione |
| ---- | -------------- | -------- |
| 1961 | 56             | 361      |
| 1981 | 114            | 352      |
| 2001 | 153            | -        |
| 2011 | 173            | -        |

## Cultura

### Cucina
La località è nota a livello nazionale per una tipica produzione locale, il sugo di scottiglia alla pescinaia, prodotto tipico riconosciuto dal Ministero delle politiche agricole alimentari e forestali. Gli ingredienti sono misto di carni di vitello, maiale, pollo, tacchino, coniglio e, a seconda dei gusti, agnello. Il tradizionale piatto veniva preparato e servito, con pane raffermo, in occasione delle visite dei fattori.

## Geografia antropica
La frazione di Pescina costituisce la fetta orientale del territorio comunale di Seggiano. Il centro abitato principale è costituito dal capoluogo Pescina (747 m s.l.m., 173 abitanti), che comprende anche il nucleo abitato di Coldelrosso, e da altre borgate poste a sud in semi-continuità con esso: le più notabili sono Casa La Bruca (768 m s.l.m., 30 ab.) e Casa Lichio (805 m s.l.m., 15 ab.), ma si ricordano anche le località di Case Capraia, Casa Marchi e Mugnaini.
Più distanti, nel territorio nord-orientale della frazione, si trovano altri nuclei abitati, come quelli di Case del Beppacciolo, Il Poggiolo, Le Capanne e soprattutto Trefonti (748 m s.l.m., 14 ab.). La località più distante di tutte è quella di Altori (855 m s.l.m., 12 ab.), situata oltre il torrente Vetra al confine con Vivo d'Orcia.